# Pjotr Szut
Pjotr Szut (in vroegere vertalingen Piotr Sztíc) is een strippersonage die als bijfiguur voorkomt in de serie De avonturen van Kuifje van de Belgische tekenaar Hergé (1907-1983). Hij komt voor in de twee verhalen Cokes in voorraad en Vlucht 714 naar Sydney.
Hergé baseerde dit personage op gevluchte nazi's die na de Tweede Wereldoorlog als huurling in Arabische landen gingen werken.

## Verhaallijnen
Pjotr Szut is een jachtpiloot uit Estland, die voor het eerst verschijnt in het album Cokes in voorraad, waar hij in opdracht van Mull Pasha (alias dokter Müller), die op zijn beurt orders kreeg van z'n superieur, Markies di Gorgonzola (alias Roberto Rastapopoulos), de boot van Kuifje en kapitein Haddock moest kelderen, onder het voorwendsel dat die een groot aantal wapens zouden wegsmokkelen. Maar de werkelijke reden was dat ze op het punt stonden de mensenhandel, georganiseerd door Rastapopoulos, te doen stoppen. Het jachtvliegtuig van Szut werd echter door Kuifje neergehaald, maar pas nadat hij hun boot al zwaar had beschadigd. Hoewel kapitein Haddock er aanvankelijk weinig voor voelt om de piloot van de verdrinkingsdood te redden, besluit Kuifje om hem toch te hulp te schieten. Niet veel later werd Szut uit de zee opgepikt door Kuifje en kapitein Haddock op hun inderhaast gebouwde vlot (hun boot was te zwaar beschadigd). In het daaropvolgende deel van het verhaal helpt hij hen mee om de misdaadpraktijken van Rastapopoulos te stoppen. 
Szut duikt terug op in het album Vlucht 714 naar Sydney, waar hij nu commercieel piloot is. Hij stelt Kuifje, kapitein Haddock en professor Zonnebloem voor aan de miljardair Laszlo Carreidas, die nu Szuts werkgever is. Doordat hij voor Carreidas werkt, raakt ook Szut ongewild betrokken bij het plan van Roberto Rastapopoulos om Carreidas geld af te troggelen.